# هدنة عيد الميلاد

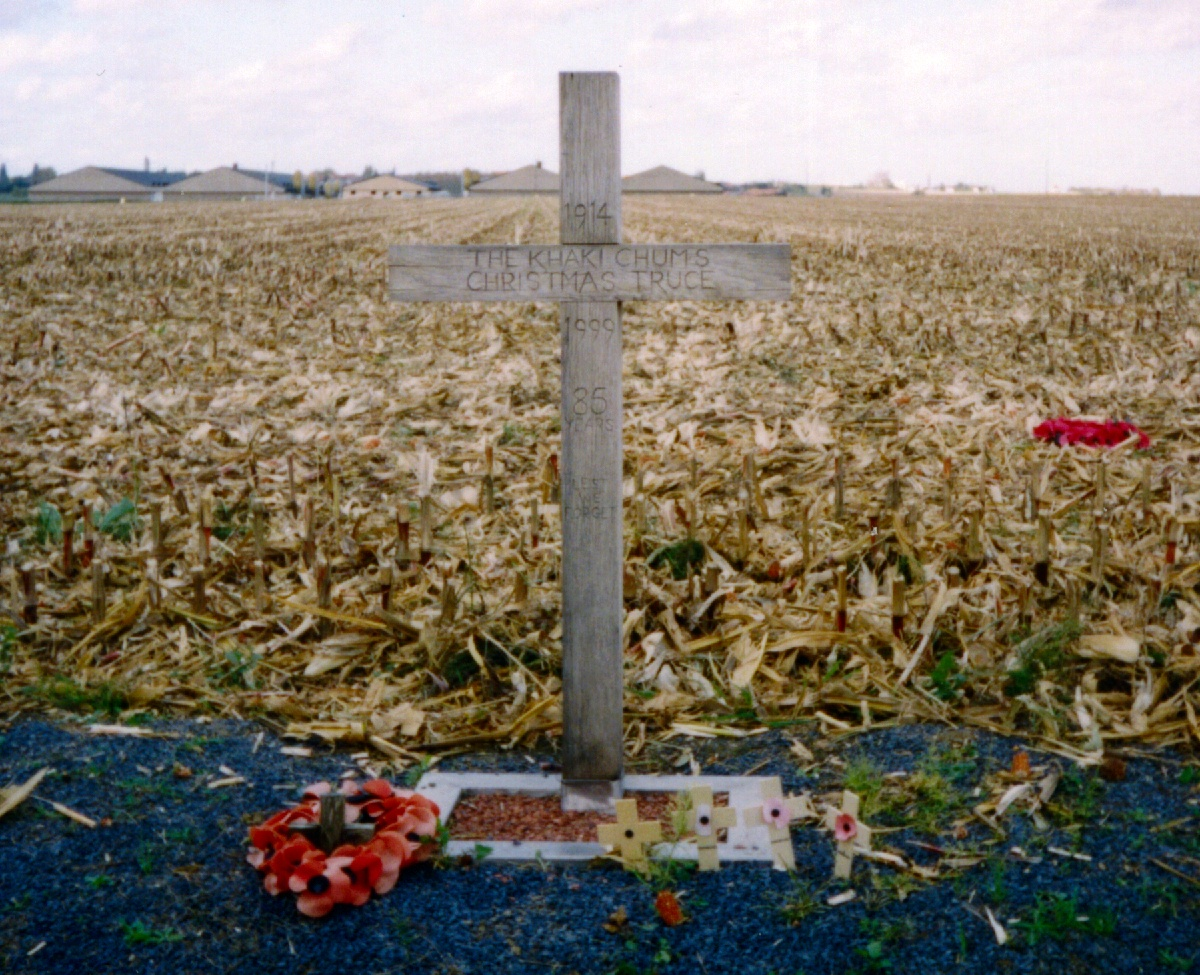
صليب تم تركه بمدينة يبري ببلجيكا احتفالاً بذكرى هدنة عيد الميلاد

هدنة عيد الميلاد (بلألماني: Weihnachtsfrieden; بالفرنسي: Trêve de Noël) مصطلح تم استخدامه لوصف التوقف القصير غير الرسمي للقتال بين الألمان والقوات البريطانية أو الفرنسية أثناء الحرب العالمية الأولى وخاصة القوات البريطانية المتمركزة على الجبهة الغربية أثناء عيد الميلاد عام 1914 وحدثت هدنة مشابهة بين القوات الألمانية والفرنسية عام 1915 وكانت توجد مثل هذه الهدنة في الجبهة الشرقية للقتال أثناء عيد القيامة 1916.
وقعت الهدنة بعد خمسة أشهر فقط من الحرب. هدأت الأعمال العدائية حيث أعادت القيادة على كلا الجانبين النظر في استراتيجياتها بعد الجمود الذي حصل في عمليات السباق نحو البحر والنتيجة غير الحاسمة لمعركة يبريس الأولى. في الأسبوع الذي يسبق الخامس والعشرين من كانون الأول (ديسمبر)، عبر الجنود الفرنسيون والألمان والبريطانيون الخنادق لتبادل التحيات الموسمية والحديث. في بعض المناطق، غامر رجال من كلا الجانبين بدخول المنطقة المحرمة عشية عيد الميلاد ويوم عيد الميلاد للاختلاط وتبادل الطعام والهدايا التذكارية. كانت هناك مراسم دفن مشتركة وتبادل للأسرى، بينما انتهت عدة اجتماعات بغناء الترانيم. لعب الرجال مباريات كرة القدم مع بعضهم البعض، وخلقوا واحدة من أكثر صور الهدنة التي لا تنسى. استمرت الأعمال العدائية في بعض القطاعات، بينما اتفق الطرفان في مناطق أخرى على بعض ترتيبات لاستعادة الجثث.
في العام التالي، رتبت وحدات قليلة لوقف إطلاق النار لكن الهدنة لم تنتشر كما حصل في عام 1914. كان هذا، جزئيًا، بسبب أوامر شديدة اللهجة من القيادة العليا لكلا الجانبين، تحظر الهدنات. لم يعد الجنود قادرين على الهدنة بحلول عام 1916. أصبحت الحرب مريرة بشكل متزايد بعد الخسائر البشرية المدمرة التي تكبدتها خلال معارك السوم وفردان واستخدام الغازات السامة.
لم تكن الهدنات فريدة من نوعها في فترة عيد الميلاد وعكست سلوك «عش ودع غيرك يعيش» ، حيث يتوقف السلوك العدواني الصريح للجنود وغالبًا ما ينخرطون في تآخي على نطاق صغير أو الدخول في محادثة أو مقايضة السجائر. في بعض القطاعات، كان هناك وقف لإطلاق النار من حين لآخر للسماح للجنود بالانتقال بين الخطوط واستعادة الجرحى أو القتلى من الرفاق؛ في حالات أخرى، كان هناك اتفاق ضمني على عدم إطلاق النار بينما يرتاح الرجال أو يتمرنون أو يشتغلون أمام العدو. كانت هدنات عيد الميلاد ذات أهمية خاصة بسبب عدد الرجال المشاركين ومستوى مشاركتهم حتى في القطاعات الهادئة، كان تجمّع العشرات من الرجال علانية في وضح النهار جدير بالملاحظة، وغالبًا ما يُنظر إليهم على أنها لحظة رمزية للسلام والإنسانية وسط واحدة من أعنف أحداث تاريخ البشرية.

## خلفية
خلال الأشهر الثمانية الأولى من الحرب العالمية الأولى، صدت القوات الفرنسية والبريطانية الهجوم الألماني عبر بلجيكا على فرنسا في معركة مارن الأولى في أوائل سبتمبر 1914. وتقهقر الألمان مرة أخرى إلى وادي إن "Aisne valley". في معركة إن الأولى، تم صد الهجمات الفرنسية البريطانية وبدأ كلا الجانبين في حفر الخنادق للاقتصاد في القوى العاملة واستخدام الفائض للتغلب على خصومهم في الشمال. في عملية السباق نحو البحر، قام الجانبان بمناورات التفاف متبادلة وبعد عدة أسابيع، تم خلالها انسحاب القوات البريطانية من إن وإرسالها شمالًا إلى فلاندر، ثم ما لبث أن أخلى الطرفان المنطقة. بحلول تشرين الثاني (نوفمبر)، كان كلا الجانبين قد بنى خطًا متواصلًا من الخنادق يمتد من بحر الشمال إلى الحدود السويسرية.
قبل عيد الميلاد عام 1914، كانت هناك عدة مبادرات سلام. كانت رسالة عيد الميلاد المفتوحة رسالة عامة من أجل السلام موجهة إلى «نساء ألمانيا والنمسا»، وقّعت عليها مجموعة من 101 ناشطة بريطانية في نهاية عام 1914. في 7 ديسمبر 1914، توسل البابا بندكت الخامس عشر، من أجل هدنة رسمية بين الحكومات المتحاربة. حيث سأل «أن تصمت المدافع على الأقل في الليلة التي غنت فيها الملائكة»، الأمر الذي رفضه الجانبان.

## التآخي
كان التآخي، الذي يمكن تعريفه كتفاعلات سلمية وأحيانًا ودية بين القوى المتعارضة، سمة منتظمة في القطاعات الهادئة للجبهة الغربية. في بعض المناطق، كان الطرفان يمتنعان عن السلوك العدواني، بينما في حالات أخرى يمتد هذا التآخي إلى محادثات بين الأفراد أو حتى زيارات من خندق إلى آخر. على الجبهة الشرقية، أورد فريتز كرايسلر عن حالات هدنات وتآخي عفوية بين النمساويين-المجريين والروس في الأسابيع القليلة الأولى من الحرب.
يمكن تأريخ الهدنة بين الوحدات البريطانية والألمانية إلى أوائل نوفمبر 1914، في وقت قريب من انتهاء المناورة الحربية. تم إحضار المؤن إلى الجبهة بعد وقت الغسق وشهد الجنود على الجانبين فترة سلام أثناء نقلهم للطعام. بحلول الأول من كانون الأول (ديسمبر)، تمكن جندي بريطاني من تسجيل زيارة ودية من رقيب ألماني ذات صباح ، كانت العلاقات بين الوحدات الفرنسية والألمانية أكثر توتراً بشكل عام ولكن نفس الظاهرة بدأت بالنشوء. في أوائل ديسمبر، سجل جراح ألماني هدنة منتظمة كل نصف ساعة من كل مساء ليتمكن الطرفان من دفن الجنود القتلى، حيث تبادل الجنود الألمان والفرنسيون الصحف. وكثيرا ما اعترض الضباط على هذا السلوك. كتب شارل ديغول في 7 ديسمبر عن الرغبة «المؤسفة» لجنود المشاة الفرنسيين في ترك العدو بسلام. كذلك فُرِضَت هدنات أخرى على كلا الجانبين بسبب سوء الأحوال الجوية، خاصة عندما غمرت الخنادق بالماء وغالبًا ما استمرت هذه الهدنة حتى بعد صفو الطقس.
سهّل قرب خطوط الخنادق الجنود أن يصرخوا لتحية بعضهم البعض، وربما كانت هذه هي الطريقة الأكثر شيوعًا لترتيب الهدنات غير الرسمية في عام 1914. كثيرًا ما تبادل الرجال الأخبار أو التحيات بلغة مشتركة؛ حيث كان العديد من الجنود الألمان قد عاشوا في إنجلترا وخاصة لندن وكانوا على دراية باللغة والمجتمع. سجل العديد من الجنود البريطانيين حالات لسؤال الألمان عن أخبار دوريات كرة القدم، في حين أن المحادثات الأخرى يمكن أن تتضمن مناقشات حول الطقس أو تكون حزينة مثل رسائل الجنود لحبيباتهم. إحدى الظواهر الغير عادية والتي نمت بشدة، كانت الموسيقى. ففي القطاعات السلمية، لم يكن من غير المألوف أن تغني الوحدات في المساء، أحيانًا بالتركيز على الترفيه أو الاستهزاء بلطف بأعداد العدو. في أوائل ديسمبر، كتب السير إدوارد هولس من الحرس الإسكتلندي أنه كان يخطط لتنظيم حفل موسيقي ليوم عيد الميلاد، ردًا على الغناء المتكرر للأغنية الألمانية «ألمانيا فوق كل شيء» "Deutschland Über Alles".

## عيد الميلاد عام 1914

إجتماع القوات البريطانية والألمانية في المنطقة المحرمة "no man's land" خلال الهدنة غير الرسمية (القوات البريطانية من فرسان نورثمبرلاند، الفرقة السابعة، قطاع بريدو-روج بانك)

شارك ما يقرب من 100000 جندي بريطاني وألماني في عمليات وقف العداء غير الرسمية على طول الجبهة الغربية. وضع الألمان الشموع على خنادقهم وعلى أشجار عيد الميلاد، ثم واصلوا الاحتفال بغناء ترانيم عيد الميلاد. رد البريطانيون بغناء ترانيم خاصة بهم. وواصل الجانبان ترديد تحيات عيد الميلاد لبعضهما البعض. بعد ذلك بفترة وجيزة، تجرأ البعض بالذهاب عبر المنطقة المحرمة، حيث تم تبادل الهدايا الصغيرة، مثل الطعام والتبغ والكحول والهدايا التذكارية، مثل الأزرار والقبعات. سكتت المدفعية في المنطقة. كما سمحت الهدنة بفترة راحة لإعادة الجنود المقتولين مؤخرًا وراء خطوطهم. في العديد من القطاعات، استمرت الهدنة حتى ليلة عيد الميلاد، واستمرت حتى يوم رأس السنة في مناطق أخرى. في يوم عيد الميلاد، كتب العميد والتر كونغريف، قائد لواء المشاة الثامن عشر، المتمركز بالقرب من نيوف شابيل، خطابًا يذكر فيه الألمان بإعلان هدنة لهذا اليوم. رفع أحد رجاله رأسه بشجاعة فوق الحاجز وسار آخرون من كلا الجانبين إلى المنطقة المحرمة. تصافح الضباط والرجال وتبادلوا السجائر والسيجار. اعترف والتر كونغريف بأنه كان مترددًا بشأن مشاهدة الهدنة خوفًا من القناصة الألمان.
كتب بروس بيرنسفاذر، الذي قاتل طوال الحرب،
لم أكن لأفوت يوم عيد الميلاد الفريد والغريب هذا من أجل أي شيء.... لقد رصدت ضابطًا ألمانيًا، كان ملازمًا حسب ظني، وكوني أهوى التجميع، أخبرته بأن بعض من أزرار ثوبه قد أثارت إعجابي.... أحضرت مقص الأسلاك الخاصة بي، وبقليل من المهارة، أزلت زوجين من أزراره ووضعتها في جيبي. ثم أعطيته اثنين من أزراري في المقابل... آخر ما رأيته كان أحد جنود الرشاشات، الذي كان من هواة تصفيف الشعر في الحياة المدنية، كان يقص الشعر الطويل لجندي ألماني، والذي كان راكعًا بصبر على الأرض بينما تسللت آلة قص الشعر الأوتوماتيكية إلى الجزء الخلفي من رقبته.

وكتب هنري ويليامسون، البالغ من العمر تسعة عشر عامًا، والمجند في لواء بندقية لندن "London Rifle Brigade" ، إلى والدته في يوم الصناديق يقول،
أمي العزيزة، أنا أكتب من الخنادق. إنها الساعة الحادية عشر صباحا. يوجد بجانبي نار موقدة من فحم الكوك، وأمامي مخبأ أرضي (مبلل) ومعبأ بالقش. الأرض قذرة في الخندق، لكنها متجمدة في كل مكان آخر. في فمي غليون من التبغ قدمته الأميرة ماري. ستقولين بالطبع، انتظر، التبغ الموجود في الغليون ألماني، أُخذ من سجين أو وِجد في خندق مستولى عليه. كلا يا عزيزتي! التبغ من جندي ألماني بالفعل. لكنه جندي ألماني حي. أمس التقى البريطانيون والألمان وتصافحوا في المنطقة بين الخنادق وتبادلوا الهدايا التذكارية وتصافحوا. نعم، طوال يوم عيد الميلاد، وأنا أكتب هذا. رائع، أليس كذلك؟ 

أورد الكابتن السير إدوارد هولس كيف إن المترجم الأول الذي قابله من الخطوط الألمانية كان من سوفولك، وقد ترك حبيبته ودراجة نارية بقوة 3.5 حصان. وصف هولس غناءً رخيمًا، «ومن ثم إنتهى بنا الأمر بأغنية نشيد الوداع والذي انضممنا جميعًا في غنائه، من الإنجليز، والاسكتلنديين، والأيرلنديين، والبروسيين، إلخ. لقد كان مذهلاً للغاية، ولو شاهدت هذا المشهد في فيلم سينمائي، لم أكن لأصدقه!» 
ذُكِر الكابتن روبرت مايلز، من فوج مشاة كينغز شروبشاير الخفيفة، والذي كان ملحقًا بفوج البنادق الأيرلندية الملكية، في رسالة محررة نُشرت في الديلي ميل وويلينغتون جورنال وشروزبري نيوز في يناير 1915، بعد وفاته خلال العمليات في 30 ديسمبر 1914
الجمعة (يوم عيد الميلاد). نحن نحظى بأكثر عيد ميلاد إستثنائي يمكن تخيله. هناك نوع من الهدنة غير المنظمة وغير المصرح بها تمامًا ولكنها مفهومة من قبلنا على نحو تام ويتم الالتزام بها بدقة بيننا وبين أصدقائنا أمامنا. الشيء المضحك هو أنه يبدو وكأن الهدنة موجودة فقط في هذا الجزء من خط المعركة، على يميننا ويسارنا يمكننا جميعًا سماعهم يطلقون النار بمرح كما كانوا دائمًا. بدأ الأمر الليلة الماضية، كانت ليلة برد قارس، مع صقيع أبيض. بعد فترة وجيزة من الغسق، بدأ الألمان يهتفون لنا «عيد ميلاد سعيد، أيها الإنجليز». بالطبع صاح زملاؤنا بالرد عليهم، من ثم، ترك عدد كبير من كلا الجانبين خنادقهم، غير مسلحين، والتقوا في خطوط المنطقة المحرمة، بين الجانبين. هنا تم التوصل إلى اتفاق بين الطرفين، لا إطلاق للنار على بعضنا البعض إلا بعد منتصف الليل من هذه الليلة. كان الرجال جميعًا يتآخون في الوسط (بطبيعة الحال لم نسمح لهم بالاقتراب كثيرًا من خطنا)، قمنا بتبادل السجائر والأكاذيب في أقصى درجات المودة. لم يتم إطلاق رصاصة طوال الليل. 
كتب عن الألمان: «لقد سئموا بشكل واضح من الحرب ... في الواقع، أراد أحدهم أن يعرف ما الذي نفعله هنا نحاربهم». استمرت الهدنة في هذا القطاع حتى يوم الصناديق. وعلق على الألمان قائلاً: «هم ببساطة يتجاهلون جميع تحذيراتنا للنزول من على حواجزهم، لذا فإن الأمور وصلت إلى طريق مسدود. لا يمكننا إطلاق النار عليهم بدم بارد ... لا أستطيع أن أرى كيف يمكننا حملهم على العودة إلى العمل».
عشية عيد الميلاد ويوم عيد الميلاد (24 و 25 ديسمبر) عام 1914، تم وضع وحدة ألفريد أندرسون في الكتيبة الأولى / الخامسة من بلاك ووتش في مزرعة بعيدة عن خط المواجهة. في مقابلة لاحقة (2003)، أندرسون، آخر المحاربين الاسكتلنديين المخضرمين المعروفين الناجين من الحرب، يتذكر يوم عيد الميلاد بشكل واضح،
أتذكر الصمت، صوت الصمت المخيف. فقط الحراس كانوا في الخدمة. ذهبنا جميعًا إلى خارج مباني المزرعة ووقفنا نصغي. وبالطبع، نفكر بالناس في الوطن. كل ما سمعته طيلة شهرين في الخنادق هو هسهسة وتصدع وأنين الرصاص أثناء الطيران ونيران الرشاشات والأصوات الألمانية البعيدة. ولكن كان هناك صمت دام في ذلك الصباح، عبر الأرض بقدر ما يمكن أن تراه. صرخنا «عيد ميلاد سعيد»، رغم أن أحدا لم يشعر بالبهجة. انتهى الصمت في وقت مبكر من بعد الظهر وعاد القتل مرة أخرى. لقد كان سلامًا قصيرًا في حرب مروعة.
كتب الملازم الألماني، يوهانس نيمان، «أمسكت بمنظاري ونظرت بحذر من فوق الحاجز لأرى مشهدًا لا يصدق لجنودنا يتبادلون السجائر والكحول والشوكولاتة مع العدو».
أصدر الجنرال السير هوراس سميث دورين، قائد الفيلق الثاني، أوامر بمنع التواصل الودي مع القوات الألمانية المعارضة. وكان أدولف هتلر، وهو عريف في فرقة المشاة البافارية السادسة عشرة، معارضًا للهدنة.
في قطاع بلدية كومينز في الجبهة، كان هناك صداقة مبكرة بين الجنود الألمان والفرنسيين في ديسمبر 1914، خلال هدنة قصيرة، وهناك على الأقل شهادتان أخريان من جنود فرنسيين، حول سلوكيات مماثلة في القطاعات.
كتب جيرفيز موريليون إلى والديه «لوح الألمان بعلم أبيض وصرخوا» Kamarades، Kamarades، rendez-vous «. عندما لم نتحرك، جاءوا نحونا غير مسلحين، بقيادة ضابط. وعلى الرغم من أننا لسنا نظيفين، إلا أنهم كانوا قذرون بشكل مقرف .. أقول لكم هذا ولكن لا يجب أن تتحدثو عنه لأحد .. يجب ألا نذكره حتى للجنود الآخرين». قُتل مورليون في عام 1915. كتب غوستاف برثيير «في يوم عيد الميلاد، صنع الألمان لافتة توضح أنهم يرغبون في التحدث إلينا. قالوا إنهم لا يريدون إطلاق النار ... لقد سئموا من الحرب، كانوا متزوجين مثلي، ولم يكن لديهم أي خلافات مع الفرنسيين بل مع الإنجليز». هلك برثيير في 1917.
على جبهة الإيشر حيث واجهت القوات الألمانية والبلجيكية بعضها البعض في ديسمبر 1914، تم ترتيب هدنة بناء على طلب الجنود البلجيكيين الذين يرغبون في إرسال رسائل إلى عائلاتهم في الأجزاء التي تحتلها ألمانيا في بلجيكا.
كتب ريتشارد شيرمان، الذي كان في فوج ألماني يشغل منصبًا في برناردشتاين، أحد جبال فوج، سرداً للأحداث في ديسمبر 1915، «عندما دقت أجراس عيد الميلاد في قرى فوج خلف الخطوط ... وقع شيء خيالي» غير عسكري«. قامت القوات الألمانية والفرنسية بشكل عفوي بإحلال السلام وأوقفت الأعمال العدائية، وزاروا بعضهم البعض من خلال أنفاق الخنادق المهجورة، وتبادلوا النبيذ والكونياك والسجائر مقابل خبز البومبرنيكل (خبز ويستفاليان الأسود)، والبسكويت ولحم الخنزير. ناسبهم هذا جدًا، لدرجة أنهم ظلوا أصدقاء جيدين حتى بعد انتهاء عيد الميلاد». تم فصل شيرمان عن القوات الفرنسية من خلال منطقة محرمة "No Man's Land"، ووصف المشهد بأنه «مليء بالأشجار المحطمة، الأرض محروثة بنيران القذائف، الأرض مقفرة، جذور أشجار وزي رسمي ممزق». سرعان ما تمت استعادة الانضباط العسكري، لكن شيرمان فكر في الحادث وما إذا كان «يمكن توفير أماكن لقاء مناسبة للشباب من جميع البلدان حيث يمكنهم التعرف على بعضهم البعض». أسس جمعية بيوت الشباب الألمانية عام 1919.

### مباريات كرة القدم
في العديد من روايات الهدنة هناك ذكر بحدوث مباراة واحدة أو أكثر من مباريات كرة القدم في المنطقة المحرمة، جاء ذلك في بعض التقارير القديمة، برسالة كتبها طبيب ملحق بكتيبة البندقية، نُشرت في صحيفة التايمز في 1 يناير 1915، تفيد «مباراة كرة قدم ... لُعِبَت بينهم وبيننا، أمام الخندق» 
شكك بعض المؤرخين في حقيقة هذه الروايات. في عام 1984، خلص مالكولم براون وشيرلي سيتون إلى أنه ربما كانت هناك محاولات للعب مباريات منظمة لكنها فشلت بسبب حالة الأرض، لكن التقارير المعاصرة كانت إما إشاعات أو تشير إلى مباريات "kick-about" مع مباريات أخرى مفتعلة.

### الجبهة الشرقية
الجبهة الشرقية
على الجبهة الشرقية، بدأت الخطوة الأولى من قبل القادة النمساويين المجريين. استجاب الروس بشكل إيجابي والتقى الجنود في النهاية في المنطقة المحرمة.

## الوعي العام
لم يتم الإبلاغ عن الهدنات لمدة أسبوع، وكان السبب حظر غير رسمي على الصحافة خرقته صحيفة نيويورك تايمز، نُشر في الولايات المتحدة المحايدة، في 31 ديسمبر. وسرعان ما تبعتها الصحف البريطانية، وطُبعت العديد من الروايات المباشرة من الجنود في الميدان، مأخوذة من رسائل إلى عائلاتهم، ومقالات افتتاحية عن «واحدة من أعظم المفاجآت في حرب مفاجئة». بحلول 8 يناير، كانت الصور قد وصلت إلى الصحافة وتم طبع صور للقوات البريطانية والألمانية، على الصفحات الأولى، وهي تختلط ببعضها وتغني. كانت التغطية في ألمانيا أكثر صمتًا، حيث انتقدت بعض الصحف بشدة أولئك الذين شاركوا في الهدنة ولم يتم نشر أي صور. [بحاجة لمصدر] في فرنسا، ضمنت الرقابة على الصحافة أن ما يُنشر عن الهدنة قادم من جنود في الخط الأمامي أو من روايات مباشرة رواها رجال جرحى في المستشفيات. أُجبرت الصحافة في النهاية على الرد على الشائعات المتزايدة من خلال إعادة طبع بلاغ الحكومة بأن التآخي مع العدو يشكل خيانة. وفي أوائل شهر كانون الثاني (يناير)، نُشر بيان رسمي بشأن الهدنة، زعم بأنها مقتصرة على القطاع البريطاني من الجبهة، ولم تكن أكثر من مجرد تبادل للأغاني سرعان ما تحولت إلى إطلاق نار. نشرت الصحافة الإيطالية المحايدة بعض المقالات حول أحداث الهدنة، وعادة ما كانت نقلًا من مقالات الصحافة الأجنبية. في 30 ديسمبر 1914، طبعت صحيفة كوريري ديلا سيرا تقريرًا عن التآخي الذي حصل بين الخنادق المتحاربة. نشرت صحيفة لا نازيون "La Nazione" الفلورنسية تقريرًا مباشرًا عن مباراة كرة قدم لعبت في المنطقة المحرمة. في إيطاليا، ربما كان عدم الاهتمام بالهدنة متعلق بوقوع أحداث أخرى، مثل الاحتلال الإيطالي لفلوره، والظهور الأول لفيلق غاريبالدي على جبهة الأرجون وزلزال أفيتسانو.

## هدنات لاحقة

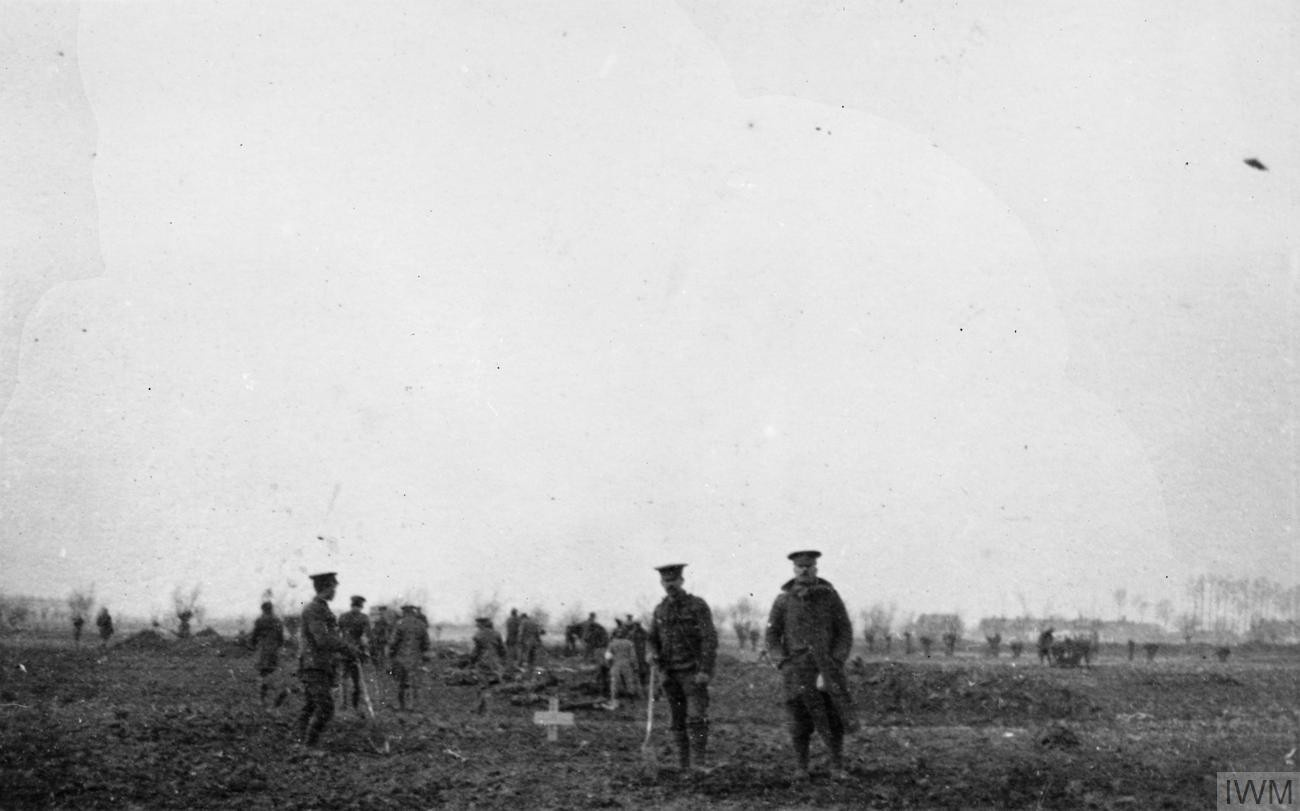
القوات البريطانية والألمانية تدفن جثث قتلى هجوم 18 ديسمبر.

بعد عام 1914، جرت محاولات متفرقة للهدنة في مناسبات مختلفة. حاولت وحدة ألمانية ترك خنادقها في عيد الفصح يوم الأحد عام 1915 ولكن تم تحذيرهم من قبل البريطانيين. في تشرين الثاني (نوفمبر)، حدثت هدنة بين وحدة سكسونية مع كتيبة ليفربول لفترة وجيزة. في ديسمبر 1915، كان هناك أوامر من قادة الحلفاء لمنع أي تكرار لهدنة عيد الميلاد السابقة. تم تشجيع الوحدات على شن غارات ومضايقة الخط المعارض، في حين تم تثبيط التواصل مع العدو بسبب قصف المدفعية على طول الخط الأمامي طوال اليوم. حدث عدد قليل من الهدنات القصيرة على الرغم من الحظر.
كتب جون وين غريفيث أنه بعد ليلة من تبادل الترانيم، شهد فجر يوم عيد الميلاد "اندفاعًا من الرجال من كلا الجانبين ... وتبادلًا محمومًا للهدايا التذكارية" قبل أن يتم استدعاء الرجال بسرعة من قبل ضباطهم مع عروض لوقف إطلاق النار خلال اليوم ولعب مباراة كرة قدم. ولم يؤد الأمر إلى شيء، إذ هدد قائد اللواء بتداعيات عدم الانضباط وأصر على استئناف إطلاق النار بعد الظهر. ذكر عضو آخر في كتيبة غريفيث، وهو بيرتي فيلستيد، في وقت لاحق أن رجلًا واحدًا بدأ مباراة كرة قدم حرة للجميع "free-for-all"؛ كان من الممكن أن يكون هناك 50 على كل جانب"، قبل أن يُطلب منهم العودة. أفاد مشارك آخر لم يذكر اسمه في رسالة إلى الوطن: "يبدو أن الألمان لطيفون للغاية، وقالوا إنهم سئموا الحرب". في المساء، وفقًا لروبرت كيتنغ، "كان الألمان يحاكون أضواء النجوم ويغنون - ثم توقفوا، فهللنا لهم وبدأنا نغني أرض الأمل والمجد - رجال هارليك وما إلى ذلك - ثم توقفنا فهللوا لنا بدورهم. واصلنا الغناء حتى الساعات الأولى من الصباح ".
في قطاع مجاور، أدت هدنة قصيرة لدفن الموتى بين الخطوط إلى تداعيات؛ تمت محاكمة قائد سرية، السير إيان كولكوهون من الحرس الإسكتلندي، لتحديه الأوامر القائمة على عكس ذلك. وأثناء إدانته وتوبيخه، ألغى الجنرال دوغلاس هيج العقوبة وظل كولكوهون في منصبه؛ ويقال إن هذا التساهل جاء بسبب أن عم زوجته كان هربرت أسكويث، رئيس الوزراء البريطاني حينها.
في كانون الأول (ديسمبر) 1916 و 1917، سُجلت عروض ألمانية للهدنة مع البريطانيين دون أي نجاح. في بعض القطاعات الفرنسية، كان يتم الغناء وتبادل الهدايا، التي يتم إلقاؤها، من حين لآخر، ربما كانت هذه المبادرات تعكس ببساطة امتدادًا لنهج «عش ودع غيرك يعيش» المشترك في الخنادق. في عيد الفصح عام 1915، كانت هناك هدنات بين القوات الأرثوذكسية من الأطراف المتصارعة على الجبهة الشرقية. شهد الكاتب البلغاري يوردان يوفكوف، الذي كان ضابطا بالقرب من الحدود اليونانية عند نهر ميستا، واحدة من هذه الهدنات. ألهمت هذه الهدنة قصته القصيرة «الليلة المقدسة»، التي ترجمها كراستو باناييف إلى الإنجليزية عام 2013.
في 24 مايو 1915، وافقت فيالق الجيش الأسترالي والنيوزيلندي (ANZAC) وقوات الإمبراطورية العثمانية في جاليبولي على هدنة لمدة 9 ساعات لاستعادة ودفن موتاهم، وخلالها «تبادلت القوات المتعادية الابتسامات والسجائر».

## الإرث والأهمية التاريخية

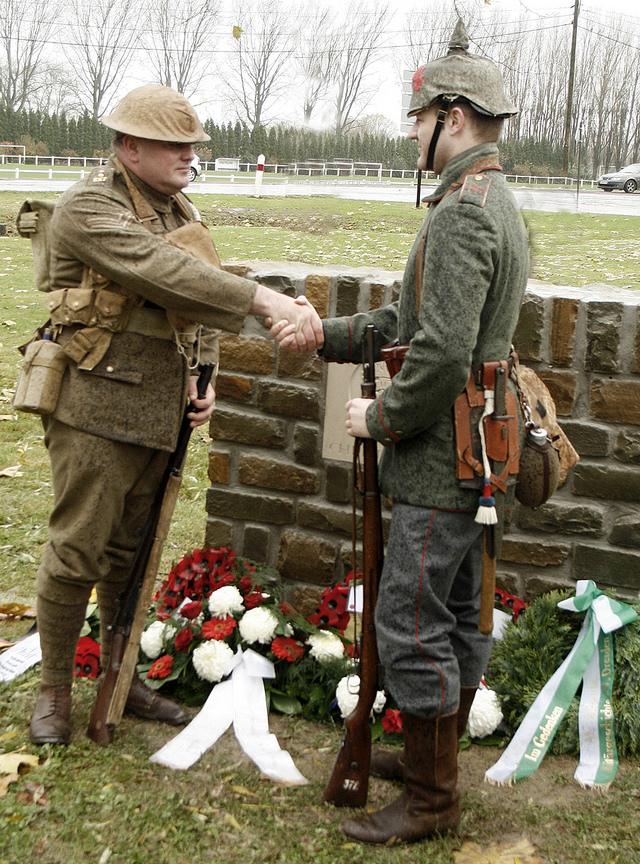
أحفاد قدامى المحاربين البريطانيين والألمان في الحرب العظمى

على الرغم من أن الاتجاه السائد هو اعتبار هدنات عيد الميلاد في ديسمبر 1914 فريدة من نوعها وذات مغزى رومانسي أكثر من كونها سياسية، إلا أنها فُسرت أيضًا على أنها جزء من روح عدم التعاون مع الحرب. في كتابه عن حرب الخنادق، وصف توني آشوورث «نظام عش ودع غيرك يعيش». تم التفاوض على الهدنات والاتفاقيات المعقدة بعدم إطلاق النار، من قبل الرجال على طول الجبهة طوال الحرب. غالبًا ما بدأ هؤلاء بالاتفاق على عدم مهاجمة بعضهم البعض في أوقات الشاي أو الوجبات أو الإغتسال. في بعض الأماكن، أصبحت الاتفاقات الضمنية شائعة جدًا لدرجة أن أجزاء من الجبهة أصبحت تشهد خسائر قليلة لفترات طويلة من الزمن. يجادل آشوورث بأن هذا النظام «أعطى الجنود بعض السيطرة على ظروف وجودهم». وبالتالي، يمكن اعتبار هدنات عيد الميلاد في ديسمبر 1914 ليست فريدة من نوعها، ولكنها المثال الأكثر دراماتيكية لروح عدم التعاون مع الحرب التي تضمنت رفض القتال، والهدنات غير الرسمية، والتمرد، والإضرابات، واحتجاجات السلام.
- في عام 1933، مسرحية بيترمان يصنع السلام: أو حكاية التضحية الألمانية «بلألمانية: Petermann schließt Frieden oder Das Gleichnis vom deutschen Opfer»، كتبها الكاتب النازي والمحارب المخضرم في الحرب العالمية الأولى هاينز ستيجويت، وهو جندي ألماني. كانت المسرحية مصاحَبة بترانيم عيد الميلاد يغنيها رفاقه، ونصب شجرة عيد الميلاد المضيئة بين الخنادق، لكنه يُقتل بالرصاص. في وقت لاحق، عندما يجد زملاؤه جثته، يلاحظوا في رعب أن القناصين أسقطوا كل ضوء من أضواء شجرة عيد الميلاد.[55]
- استندت أغنية عام 1967 «عيد ميلاد سنوبي» من قبل فرقة رويال كاردزمان على هدنة عيد الميلاد. مانفرد فون ريشتهوفن(البارون الأحمر)، طيار ألمانيا البارع وبطل الحرب، يبدأ هدنة مع سنوبي الوهمي.
- فيلم 1969، أوه! يا لها من حرب جميلة، يتضمن مشهدًا لهدنة عيد الميلاد لجنود بريطانيين وألمان يتشاركون النكات والكحول والأغاني.
- يصور شريط الفيديو الخاص بأغنية 1983 «أنابيب السلام» لبول مكارتني نسخة خيالية من هدنة عيد الميلاد.[56]
- تروي أغنية جون ماكوتشون لعام 1984، عيد الميلاد في الخنادق، قصة هدنة عام 1914 من خلال عيون جندي خيالي.[57]
- تشير الحلقة الأخيرة من المسلسل التلفزيوني "Blackadder Goes Forth" على بي بي سي إلى هدنة عيد الميلاد، حيث لعبت الشخصية الرئيسية إدموند بلاكادير مباراة كرة قدم. وبقي منزعجًا من إلغاء هدف بداعي التسلل.[58]
- استوحيت أغنية "All Together Now" لفرقة ليفربول The Farm من هدنة عيد الميلاد عام 1914. أعادت The Peace Collective تسجيل الأغنية لإصدارها في ديسمبر 2014 للاحتفال بالذكرى المئوية للحدث.[59]
- تم تضمين أغنية عام 1996 «قد يحدث مرة أخرى» للفنان كولين راي، والتي تحكي قصة هدنة عيد الميلاد، في ألبوم عيد الميلاد «كريسماس: هدية»، مع مقدمة منطوقة من قبل جوني كاش يحكي التاريخ وراء الحدث.
- أغنية عام 1997 «بيلو وود» لفنان موسيقى الريف الأمريكي غارث بروكس هي قصة خيالية مبنية على هدنة عيد الميلاد.
- تم تجسيد الهدنة في الفيلم الفرنسي ميلاد مجيد "Joyeux Noël" لعام 2005، والذي تم تصويره من وجهة نظر الجنود الفرنسيين والبريطانيين والألمان.[60] الذي كتب الفيلم وأخرجه كريستيان كاريون، وكان خارج المنافسة في مهرجان كان السينمائي 2005 ولكن تم ترشيحه لجائزة الأوسكار لأفضل فيلم بلغة أجنبية.[60][61]
- في عام 2008، تم تصوير الهدنة على خشبة المسرح في مسرح بانتاغس في مينيابوليس، في الدراما الموسيقية الإذاعية كل شيء هادئ: هدنة عيد الميلاد لعام 1914 "All Is Calm: The Christmas Truce of 1914".
- في 12 نوفمبر 2011، عرضت أوبرا «سايلنت نايت»، بتكليف من أوبرا مينيسوتا، عرضها العالمي الأول في مركز أوردواي للفنون المسرحية في سانت بول، مينيسوتا. مع ليبريتو من تأليف مارك كامبل، استنادًا إلى سيناريو فيلم «جويوكس نويل» ومع موسيقى كيفن بوتس. فازت بجائزة بوليتزر للموسيقى لعام 2012 وتم عرضها أو جدولتها لأكثر من 20 إنتاجًا حول العالم اعتبارًا من 2018 الذكرى ال100 للهدنة.
- أنتجت سينسبري فيلمًا قصيرًا لموسم عيد الميلاد 2014 كإعلان لإعادة تمثيل أحداث هدنة عيد الميلاد، تتبع الأحداث جندي إنجليزي شاب في الخنادق.[62][63]
- تم ذكر حادثة الهدنة في مسلسل دكتور هو 2017 الحلقة الخاصة بعنوان "Twice Upon a Time".

## آثار
آثار
تم الكشف عن نصب تذكاري لهدنة عيد الميلاد في فريلينغين، فرنسا، في 11 نوفمبر 2008، في المكان الذي خرج فيه الرجال من خنادقهم للعب كرة القدم في يوم عيد الميلاد عام 1914، فيه لعب رجال من الكتيبة الأولى "The Royal Welch Fusiliers"، مباراة كرة قدم مع الكتيبة الألمانية 371. فاز الألمان 2-1. في 12 ديسمبر 2014، تم إزاحة الستار عن نصب تذكاري في موقع النصب التذكاري الوطني في ستافوردشاير، إنجلترا من قبل الأمير ويليام، دوق كامبريدج ومدير فريق إنجلترا الوطني لكرة القدم روي هودجسون. تم تصميم النصب التذكاري لكرة القدم من قبل تلميذ يبلغ من العمر عشر سنوات، سبنسر تورنر، بعد منافسة على مستوى المملكة المتحدة.